# Ngựa lùn Sumbawa
Ngựa lùn Sumbawa (tiếng Indonesia: kuda-Sumbawa) là một giống ngựa lùn, được đặt tên theo hòn đảo mà chúng được lai tạo, đảo Sumbawa ở Indonesia. Loài này rất giống với ngựa Sumba hoặc ngựa lùn Sandalwood, một giống ngựa cũng được phát triển ở những hòn đảo này, xuất phát từ việc lai giống giữa các con ngựa non bản địa với những con ngựa Ả Rập. Ngựa lùn Sumbawa còn có nguồn gốc từ Ngựa Mông Cổ và ngựa Trung Quốc cổ đại.

## Lịch sử
Người ta biết rất ít về lịch sử của ngựa ở Đông Nam Á, bởi vì rất ít nghiên cứu đã được công bố, và nhiều trong số đó có khuynh hướng châu Âu. Các nghiên cứu nghiêm túc đầu tiên là của Peter Boomgaard vào năm 2004. Hoạt động buôn bán ngựa ở Sumbawa phát triển mạnh mẽ trong Lịch sử, với sự cạnh tranh gay gắt giữa các nhà lai tạo từ Sumba, nơi xuất khẩu ngựa lùn Sandalwood và ngựa Sumbawa. Ngoài ra còn có sự cạnh tranh từ các nhà lai tạo từ Timor và Savu.
Có khả năng ngựa Sumbawa được người dân Java thuộc Đế chế Majapahit đưa đến đảo, đã chinh phục hòn đảo vào thế kỷ 14. Các vị vua của Bima và West Sumbawa được coi là sở hữu nhiều ngựa. Giống ngựa này và Sumba được cho là gần giống với Ngựa Mông Cổ. Mặc dù nguồn gốc Ả Rập thường được trích dẫn trong các tài liệu cổ (bao gồm cả người Hà Lan), nhưng không có bằng chứng nào về điều này ở ngựa ở Indonesia và ngựa lùn Sumbawa.